# Scania Gryphus
De Scania Gryphus, ook bekend als Scania XT of Scania XT Gryphus, is de nieuwe operationele vrachtwagen van de Nederlandse krijgsmacht, gebouwd door de Zweedse vrachtwagenfabrikant Scania en geassembleerd bij het Scania productiecentrum in Zwolle. De Gryphus is gebaseerd op de Scania XT, een sinds 2017 aangeboden serie gericht op het bouwsegment, en is voorzien van de benodigde aanpassingen voor militaire inzet.

## Aanschaf
De Scania Gryphus is aangeschaft in kader van het Defensiebrede Vervanging Operationale Wielvoertuigen (DVOW) vervangingsproject. Het DVOW omvat de vervanging van nagenoeg alle operationele wielvoertuigen van de Nederlandse krijgsmacht. Op 9 juni 2017 werd de Tweede Kamer per kamerbrief door toenmalig minister van Defensie Jeanine Hennis-Plasschaert geïnformeerd dat de keuze was gevallen op de inzending van Scania. Naast Scania hadden ook DAF en Rheinmetall-MAN een aanbod ingezonden. Het ministerie van Defensie schaft 2.037 vrachtauto's en trekkers aan in de categorieën 50, 100 en 150 kilonewton (kN) draagvermogen. Tevens omvat de order de levering van 185 gepantserde wisselcabines, geproduceerd door de Franse pantserfabrikant Centigon, die gemakkelijk kunnen worden geïnstalleerd ten behoeve van inzet in hoog-risico omgevingen. In het contract is een optie tot het afnemen van additionele voertuigen opgenomen.
In het Defensie Projectenoverzicht 2020, dat gepubliceerd werd op 15 september 2020, vermeldt het ministerie van Defensie de aanschaf van 812 extra, optionele voertuigen. Hiermee komt de totale leveringsomvang uit op 2.849 voertuigen. Ruim 2400 vrachtwagens zijn bestemd voor de Koninklijke Landmacht, meer dan 130 voor de Koninklijke Marine, ruim 270 voor de Koninklijke Luchtmacht en zo'n 20 voor de Koninklijke Marechaussee en het Defensie Ondersteuningscommando. Ook het aantal gepantserde wisselcabines werd verhoogd, van 185 naar 385. In het Defensie Projectenoverzicht 2022 meldt het ministerie van Defensie de aanschaf van nog eens ongeveer 150 voertuigen als gevolg van de aangekondigde maatregelen in de Defensienota 2022.
De Gryphus-vrachtwagens vervangen binnen alle krijgsmachtdelen de verouderde DAF YA-4440/4442 (4-tonner), DAF YA-2300 (10-tonner) en DAF YT-2300 trekker. Deze voertuigen zijn in de vroege jaren '80 in dienst gekomen en zijn wegens verminderde beschikbaarheid van reserveonderdelen en gedateerde techniek toe aan vervanging.

## Uitvoeringen
De Gryphus wordt aangeschaft in drie hoofduitvoeringen: 50kN (5-tonner); 100kn (10-tonner); 150kN (15-tonner). Alle voertuigen, met uitzondering van de lesvoertuigen, worden voorzien van wapenrekken, radio’s, antennes, oorlogs- en infraroodverlichting en EMC-maatregelen.

### 50kN
De Gryphus 50kN 4×4 is een vrachtwagen met een draagvermogen van vijf ton en kan worden uitgerust met een laadbak of een 10-voets container. Het voertuig is voorzien een 13 liter Euro 6-motor met 450 pk en heeft een lengte van 7,7 meter. Het grootste deel van de 50kN-voertuigen is bestemd voor het Korps Mariniers; vanwege de amfibische taakstellingen en inscheping via landingsvaartuigen is de 50kN-uitvoering hierom voorzien van aanpassingen, waaronder een bandendruksysteem, waarmee het voertuig tot anderhalve meter diep kan waden door zout en zoet water. Alle 50kN voertuigen zijn Low Operational uitgevoerd en kunnen als zodoende niet worden voorzien van een gepantserde wisselcabine. Naast het Korps Mariniers is het mobile air operations team (MAOT) van het Defensie Helikopter Commando tevens gebruiker van de 50kN-uitvoering.

### 100kN

#### 8×8High Operational
De Gryphus 100kN 8×8 is de nieuwe standaard operationele vrachtwagen voor de meeste eenheden en is altijd High Operational (HO) uitgevoerd. Het voertuig is voorzien van een 13 liter Euro 6-motor met 500 pk en heeft een lengte van 10,8 meter. Deze High Operational-uitgevoerde voertuigen zijn compatibel met de gepantserde wisselcabines. De 385 gepantserde wisselcabines zijn voorzien van een ringaffuit waarop een remote controlled weapon station (RCWS) bevestigd kan worden waardoor de bijrijder vanuit de cabine het wapensysteem kan bedienen. Om met een zware last in het terrein te kunnen rijden is een beweeglijk frame op het chassis gemonteerd, hierdoor kunnen lading en chassis onafhankelijk van elkaar bewegen.

#### 6×6Low Operational
Uit kostenoverwegingen is voor de Driving Instruction (DI)-variant geopteerd voor een 100kN 6×6 Low Operational-uitvoering, waar het gros van de operationele voertuigen 100kN 8×8 voertuigen betreft. Ook ontbreken de verschillende militaire aanpassingen op de DI-voertuigen. Deze lesvoertuigen zijn de eerste serie uitgeleverde voertuigen en zijn ondergebracht bij het Opleidings- en Trainingscentrum Rijden (OTCRij) van de Koninklijke Landmacht. Daarnaast beschikt de Koninklijke Luchtmacht voor transport op de vliegbases eveneens over 68 voertuigen in de 6×6 LO-uitvoering, hiervan kunnen 26 voertuigen worden ingezet bij ijsbestrijding op start- en rolbanen. Zij beschikken namelijk over de mogelijkheid om aan de voorzijde van het voertuig een hydraulisch bedienbaar dozerblad aan te sluiten.

### 150kN
De Gryphus 150kN 6×6 trekker  is de vervanger van de DAF YT-2300 trekker en is voor deze taak uitgerust met een koppelschotel voor het trekken van opleggers. Het voertuig is voorzien een 13 liter Euro 6-motor met 500 pk en heeft een lengte van 8,2 meter. De Gryphus 150kN is niet de opvolger van de Scania-WisselLaadSysteem (165kN) of DAF 400/650 kN trekker-opleggercombinatie (TropCo), deze voertuigen worden in een apart aanbestedingstraject vervangen.

## Container- en subsystemen
Voor gebruik in combinatie met de Gryphus is tevens een groot aantal container- en subsystemen besteld. Het Britse bedrijf Marshall Land Systems won in 2018 de aanbesteding voor de levering van in totaal 1.631 containers in verschillende uitvoeringen. De 20-voetcontainers worden geleverd in de volgende varianten: transport (ongeconditioneerd), werkplaats (met de subvarianten kantoor, distributie en herstel), opslag, medical, duikschool, command & control, server en command & control uitschuifbaar  (met  een  vloeroppervlakte  van  36 m²).  De laatste zeven varianten zijn voorzien van airconditioning, verwarming, ventilatie, klimaatbeheersing en bescherming tegen schadelijke externe stralingen.
Verder worden de bijgeleverde aggregaten geproduceerd door de Nederlandse firma Brinkmann & Niemeijer, de 40 20-voetbrandstofcontainers worden geleverd door het Italiaanse Amatec. De containerhefmiddelen die benodigd zijn voor het (de-)installeren van de modules worden geleverd door een consortium van Liftking en Van Santen.

## Technische gegevens
| Variant      | Aantal | L × B × H              | Gewicht   | Motor                                        | Tankinhoud    | Actieradius | Laadvermogen   | Verdeling                                              |
| ------------ | ------ | ---------------------- | --------- | -------------------------------------------- | ------------- | ----------- | -------------- | ------------------------------------------------------ |
| 50kN 4×4 LO  | 64     | 7,71 × 2,55 × 3,683 m  | 12.990 kg | 13 liter Euro 6 6-cilinder lijnmotor, 450 pk | 2 × 200 liter | 800 km      | Maximaal 50kN  | KM: 61 KLu: 3                                          |
| 100kN 6×6 LO | 135    | 9,847 × 2,55 × 3,715 m | 13.900 kg | 13 liter Euro 6 6-cilinder lijnmotor, 500 pk | 2 × 200 liter | 800 km      | Maximaal 100kN | KL: 67 KLu: 68                                         |
| 100kN 8×8 HO | 2.571  | 10,80 × 2,55 × 3,715 m | 18.800 kg | 13 liter Euro 6 6-cilinder lijnmotor, 500 pk | 2 × 200 liter | 850 km      | Maximaal 100kN | KL: 2.270 KM: 73 KLu: 191 KMar: 2 DOSCO: 15 Overig: 20 |
| 150kN 6×6 LO | 79     | 8,236 × 2,55 × 3,715 m | 16.600 kg | 13 liter Euro 6 6-cilinder lijnmotor, 500 pk | 2 × 200 liter | 850 km      | Maximaal 150kN | KL: 57 KM: 2 KLu: 16 KMar: 4                           |

## Galerij

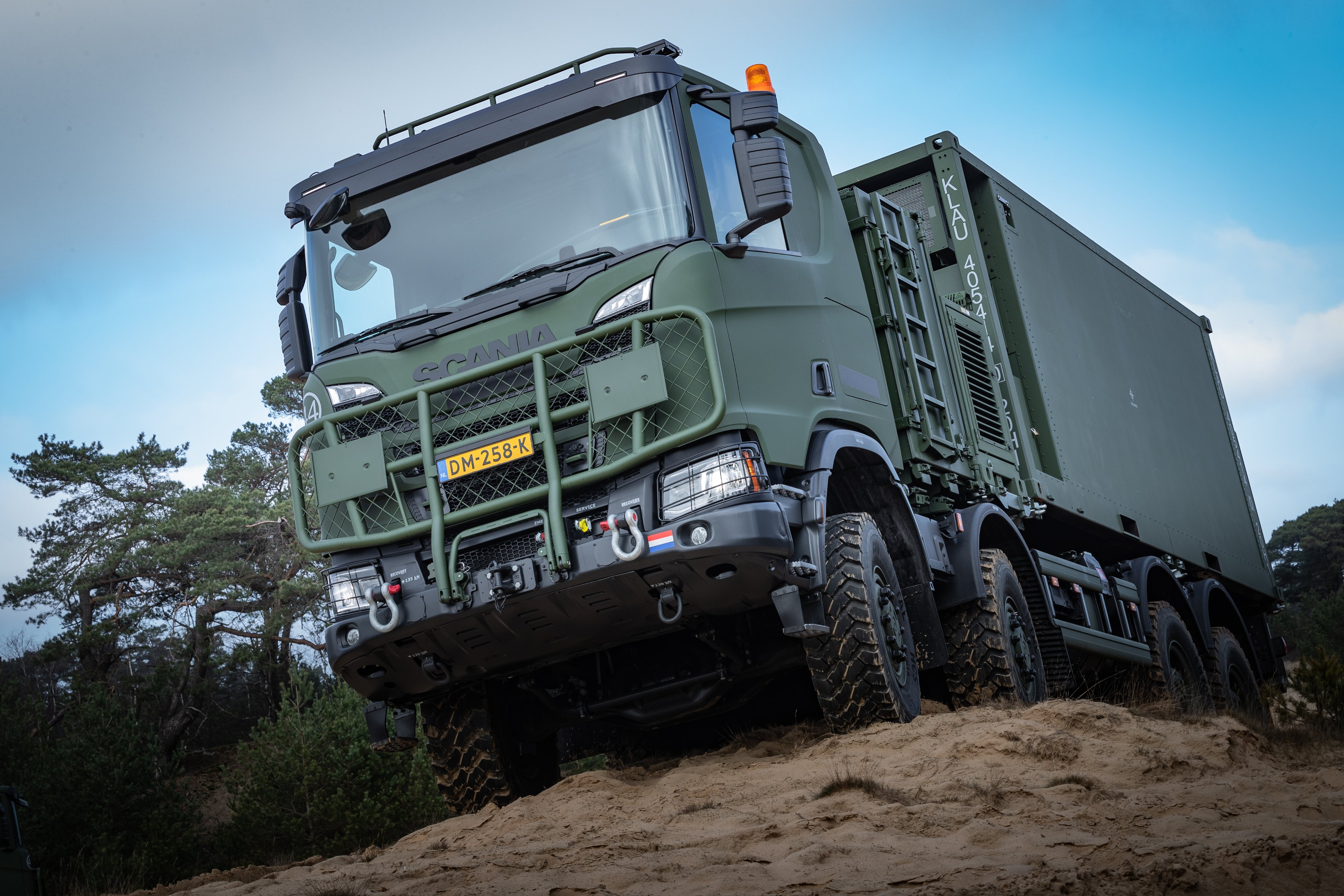
De Scania Gryphus 8×8 High Operational met module in het terrein
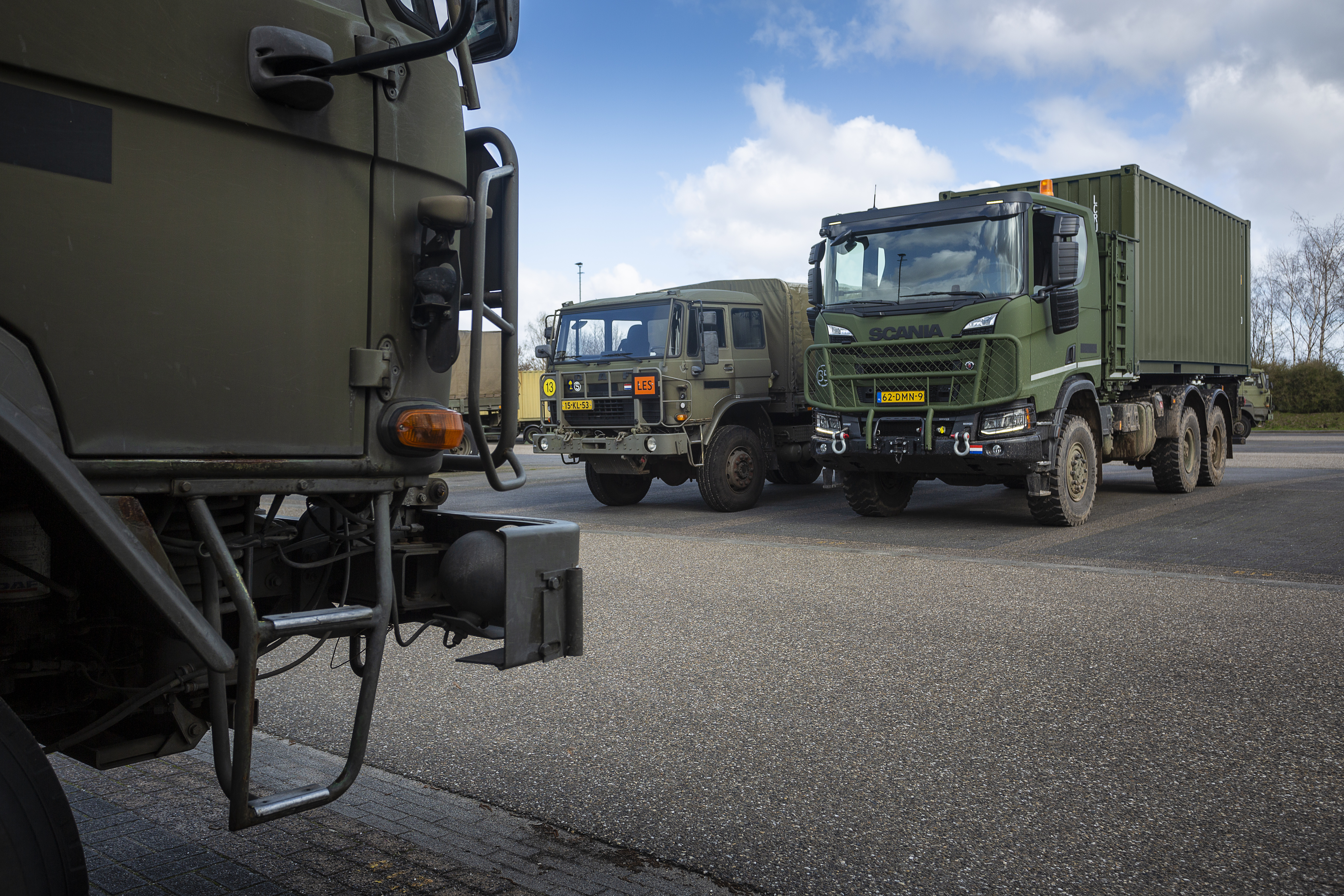
De Scania Gryphus 6×6 Driving Instruction naast de DAF 4-tonner
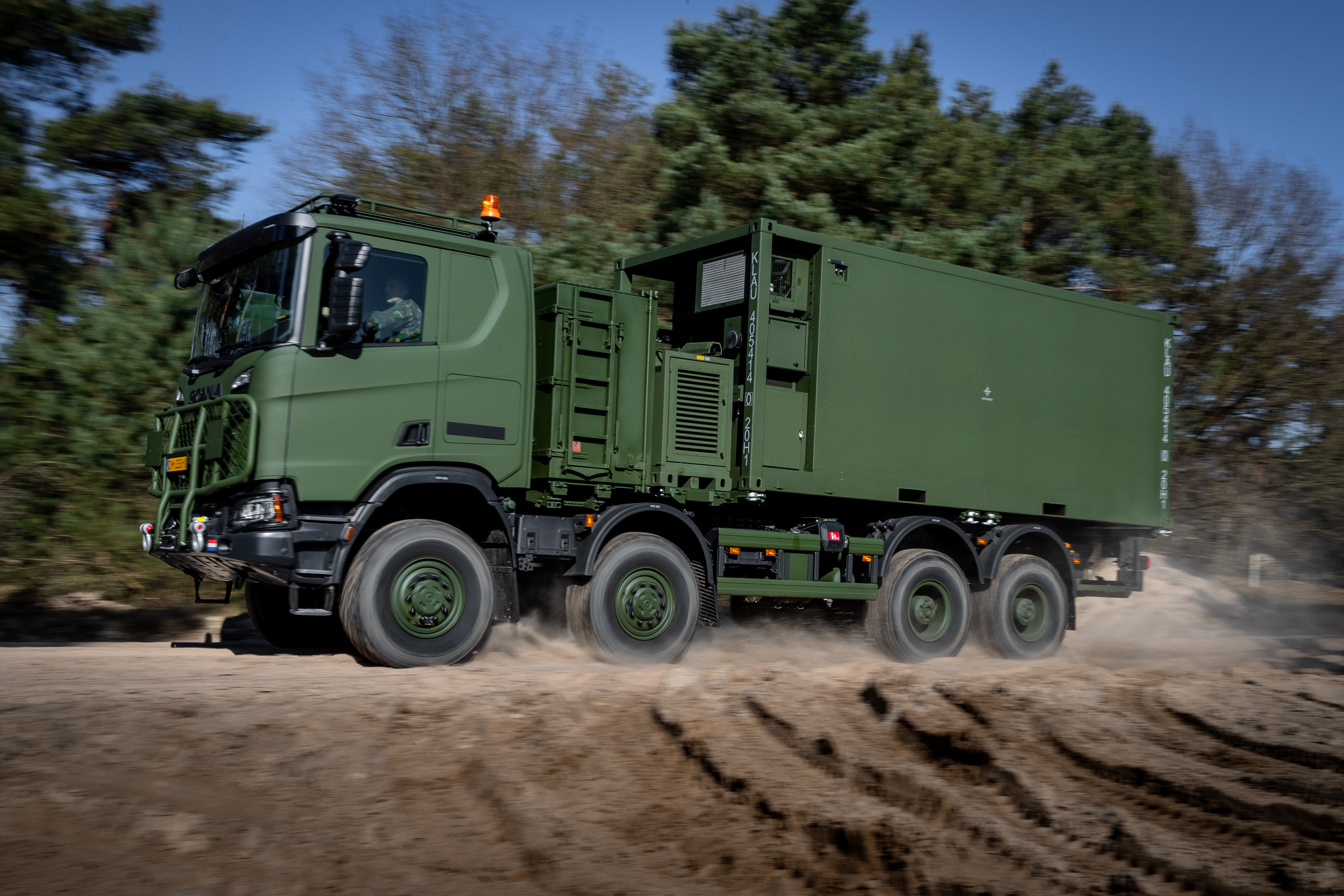
De Scania Gryphus 8×8 High Operational met module in het terrein
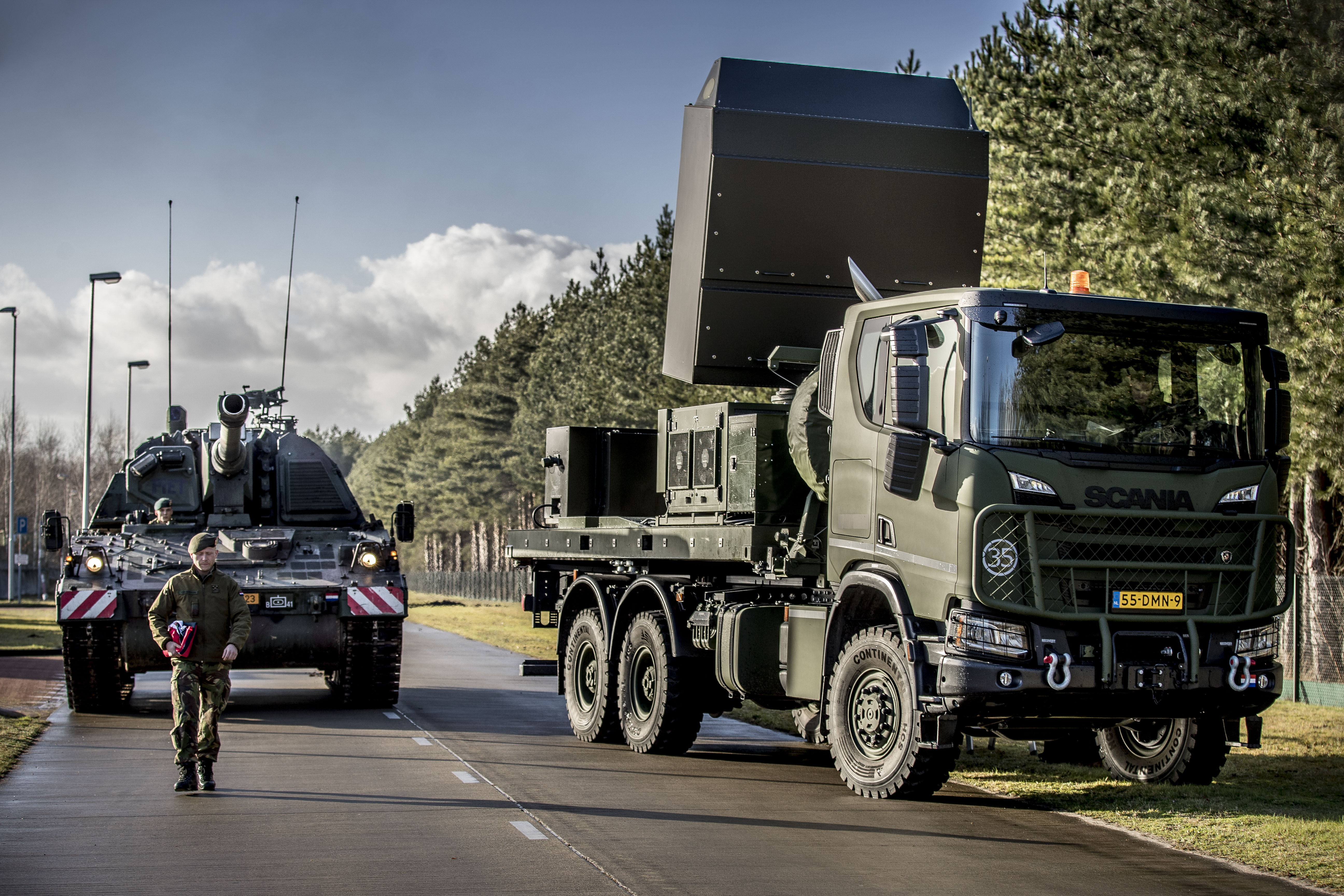
De 6×6 Low Operational met de Multi Mission Radar (MMR) van Thales Nederland